# Gánt
Gánt è un comune dell'Ungheria di 849 abitanti (dati 2001). È situato nella contea di Fejér.